# Nagar (ort i Indien, Rajasthan)
Nagar är en ort i Indien.   Den ligger i distriktet Bharatpur och delstaten Rajasthan, i den norra delen av landet, 140 km söder om huvudstaden New Delhi. Nagar ligger 203 meter över havet och antalet invånare är 23 546.
Terrängen runt Nagar är mycket platt, och sluttar österut. Runt Nagar är det tätbefolkat, med 459 invånare per kvadratkilometer. Nagar är det största samhället i trakten. Trakten runt Nagar består till största delen av jordbruksmark.